# Vulpes rueppellii
A raposa-de-rüppell (Vulpes rueppellii) é uma espécie de raposa-verdadeira que vive em regiões desérticas e semidesérticas da África setentrional, Oriente médio e sudoeste asiático. É listada como menos preocupante na Lista Vermelha da IUCN desde 2008. É nomeada em homenagem ao naturalista alemão Eduard Rüppell. 

## Descrição
A raposa-de-rüppell é uma pequena raposa, medindo 66–74 cm de comprimento total, incluindo uma cauda que mede 27–30 cm de comprimento. Não há dimorfismo sexual pronunciado, mas os machos são ligeiramente maiores do que as fêmeas. Ambos os sexos têm peso médio de 1,7 kg. A coloração da pelagem é arenosa, marcada com numerosos pelos brancos, passando do avermelhado ao longo do meio do dorso para o branco puro na parte inferior e na ponta da cauda. Os flancos também são mais claros. A cabeça apresenta um tom mais enferrujado no focinho e na testa, com manchas marrom-escuras nas laterais do focinho, estendendo-se até os olhos. O queixo e as laterais do rosto são brancos. Os bigodes são longos, alcançando 7 cm.
Suas pernas relativamente pequenas são de cor bege a castanho-amarelado, com pelos pretos individuais que se tornam mais claros a brancos na direção das pernas. As solas das patas são fortemente revestidas de pelos, uma adaptação aos extremos de temperatura no deserto. O dorso tem uma mancha preta, assim como a base da cauda. A pelagem é muito macia e fofa em duas camadas, uma de inverno mais pesada e densa e uma de verão mais fina. As fêmeas têm três pares de mamas.
A raposa-de-rüppell tem 2n = 40 cromossomos.

## Distribuição e habitat

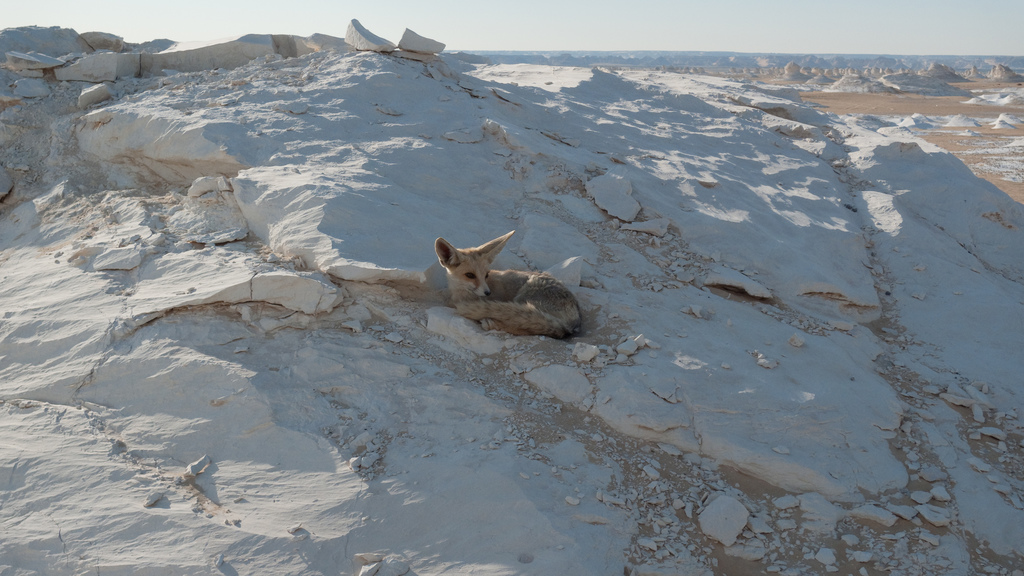
Raposa-de-rüppell no Egito

A raposa-de-rüppell é encontrada nos desertos da África Setentrional ao sul das Montanhas do Atlas, da Mauritânia e Marrocos no oeste ao Egito e Djibouti no leste. A espécie também é encontrada na Argélia, Níger, Líbia, norte do Chade, Egito, sul do Sudão, em planícies áridas da Etiópia e norte da Somália. É comum na Arábia, exceto na costa do Mar Vermelho e nas periferias montanhosas. Também é encontrada na Península Arábica ao sul da Síria, Palestina, Jordânia e Iraque, e no extremo leste até Irã, Paquistão e Afeganistão. Nesta região, prefere desertos arenosos ou rochosos, mas também pode ser encontrada em estepes semi-áridas e matos esparsos.
Presume-se que as áreas de distribuição mudaram historicamente com a desertificação e são principalmente limitadas pela competição com a raposa-vermelha (Vulpes vulpes) e por assentamentos humanos. Em 2007, uma expansão da ocorrência de raposas nos Emirados Árabes Unidos foi documentada por meio do primeiro avistamento da espécie em Al Dhafra. Parece evitar as regiões áridas extremas no meio do Saara. A precipitação anual na região de distribuição da espécie é normalmente entre 100 e um máximo de 240 mm por ano, principalmente no extremo norte do Saara com um máximo de 150 mm por ano.

## Comportamento e ecologia

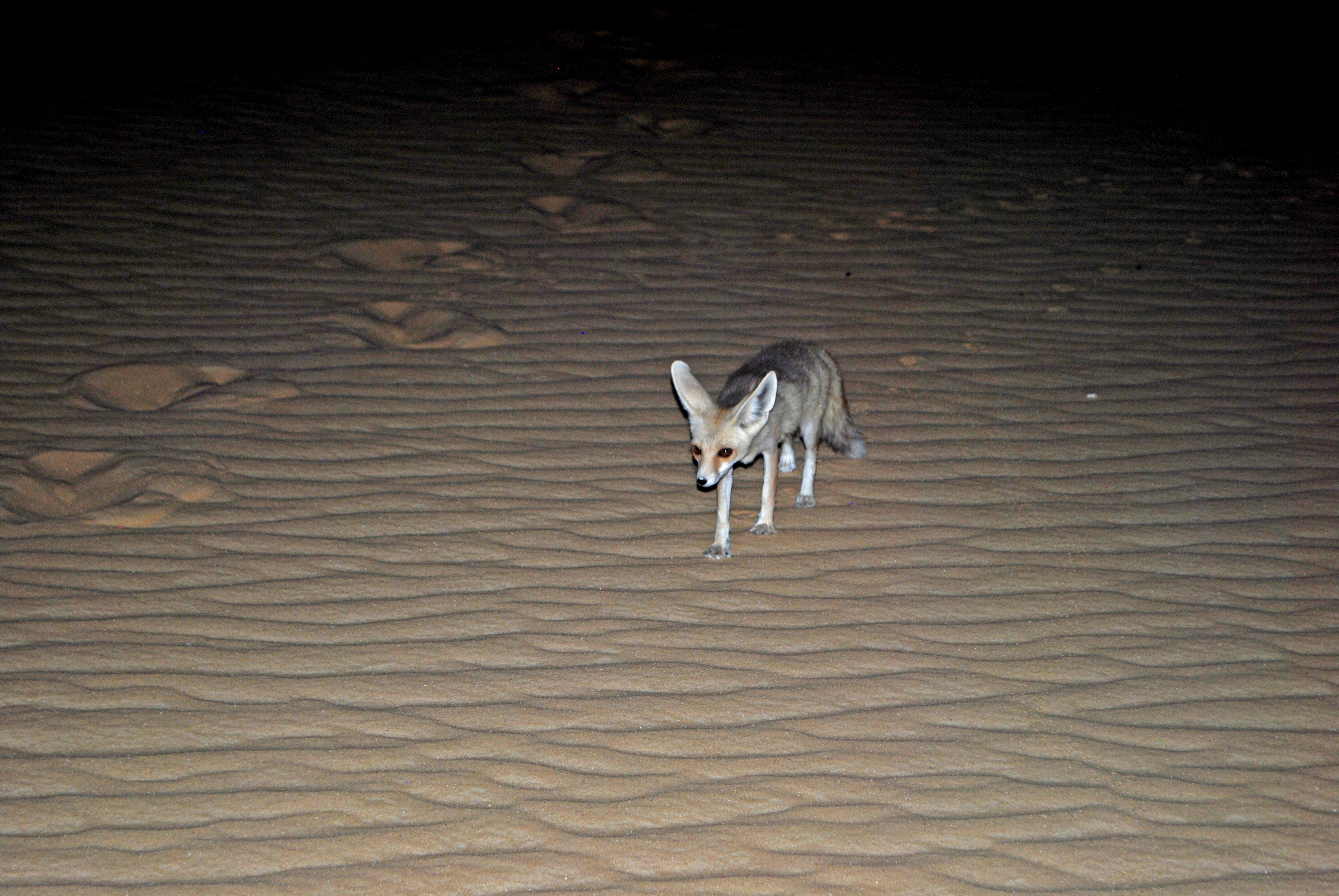
Raposa-de-rüppell no Deserto Branco (Egito)

As raposas-de-rüppell são monogâmicas e crepusculares ou noturnas. Elas geralmente passam o dia descansando em suas tocas subterrâneas, mas no inverno podem ser ocasionalmente ativos durante o dia. Eles usam dois tipos diferentes de tocas, que são estritamente separadas: as tocas de reprodução e as tocas de descanso. Fora da época de reprodução, estas são pequenas tocas que podem conter apenas um indivíduo, que de tocas com frequência, em média a cada 4,7 dias. As tocas de reprodução são maiores e ocupadas por dois adultos e seus filhotes. Essas tocas às vezes podem ter mais de uma entrada, embora isso seja incomum. Eles fazem uma série de latidos curtos durante o acasalamento e, em outras ocasiões, também podem produzir chiados, trinados e assobios agudos. Há relatos de que podem abanar o rabo, como cães domésticos.
As raposas-de-rüppell ocupam territórios distintos, fazendo marcações com urina. Os territórios de pares reprodutivos se sobrepõem quase completamente, mas são totalmente separados daqueles de quaisquer pares vizinhos. Esses territórios são mantidos ao longo do ano, embora o casal ocupe tocas separadas fora da época de acasalamento. O tamanho dos territórios varia com o terreno local, mas foi relatado como em torno de 70 km2 em Omã, sendo os dos machos maiores, em média, do que os das fêmeas. As raposas variam amplamente durante seu forrageamento noturno, viajando mais de 9 km em uma noite.
Seus únicos predadores naturais são a águia-das-estepes e o bufo-real.

### Dieta
As raposas-de-rüppell são onívoras, com uma dieta que varia consideravelmente dependendo do que está disponível localmente. Em algumas regiões, eles são principalmente insetívoros, principalmente se alimentando de besouros e ortópteros. Já em outras áreas, pequenos mamíferos, lagartos e aves constituem a maior parte de sua dieta. As plantas comidas incluem gramíneas e suculentas do deserto, junto com frutas, como tâmaras, e também são conhecidas por vasculhar o lixo humano.

### Reprodução
O acasalamento ocorre em novembro, algumas semanas depois que a fêmea preparou sua toca de reprodução. Ninhadas de até seis filhotes, embora mais geralmente apenas dois ou três, nascem após um período de gestação de em torno de 52-53 dias. Os filhotes nascem cegos, e alcançam a independência por volta dos quatro meses, quando podem viajar até 48 km em busca de um território adequado. Eles podem viver em média sete anos na natureza, mas foi relatado que vivem até 12 anos em cativeiro.

## Subespécies
Embora alguns autores considerem a raposa-de-rüppell como monotípica, outros listam até cinco subespécies:
- V. r. caesia
- V. r. cyrenaica
- V. r. rueppelli
- V. r. sabaea
- V. r. zarudneyi